# Tuvö
Tuvö, finska: Mätässaari, är en ö i Finland. Den ligger i Finska viken och i kommunen Kyrkslätt i den ekonomiska regionen  Helsingfors i landskapet Nyland, i den södra delen av landet. Ön ligger omkring 38 kilometer sydväst om Helsingfors.
Öns area är 18,3 hektar och dess största längd är 1,1 kilometer i sydväst-nordöstlig riktning.